# Giovanni Pace
Giovanni Pace (ur. 18 listopada 1933 w Chieti, zm. 19 maja 2018 w Chieti) – włoski księgowy i polityk.

## Biografia
Urodził i wychował się w mieście Chieti. Studiował biznes i ekonomię na uniwersytecie.
Pace pracował jako księgowy i współtworzył filię Włoskiego Ruchu Społecznego w Abruzji. W latach 1960–1975 zasiadał w radzie miejskiej Chieti jako członek MSI. W latach 1990–1993 był rewidentem miejskim. W 1994 uzyskał mandat w wyborach do Izby Deputowanych, a w 1996 kandydował w wyborach uzupełniających z list Sojuszu Narodowego. Pace, reprezentujący koalicję Dom Wolności, został wybrany na prezydenta Abruzji w 2000 roku i sprawował ów urząd do 2005.
Zmarł w Chieti 19 maja 2018 roku w wieku 84 lat.